# 成田食品
成田食品株式会社（なりたしょくひん）は、福島県相馬市に本社を置くもやし・カット野菜を展開する食品メーカーである。もやし製造販売では国内最大手である。

## 概要
もやし・カット野菜の製造販売を手がける。福島県・栃木県・岐阜県に大規模工場を有し、主力商品のもやしでは、国内トップシェアを誇る。
一般的な緑豆もやしである「成田もやし」を中心に、独自開発により誕生した「ベストモヤシ」などを展開する。
また、大手コンビニエンスストア等の生産も担っている。

## 沿革
- 1952年 - 前・代表取締役佐藤正義が農業の傍ら個人創業。
- 1969年 - 成田もやし製造所設立。第１工場完成。東京中央卸売市場出荷開始。
- 1970年10月 - 第2工場完成。
- 1976年4月 - 排水・浄化処理施設を設置。
- 1978年3月 - 第3工場完成。資本金を1,100万円に増資。80トン/日産。
- 1980年4月 - 資本金2,200万円に増資。
- 1985年1月 - 第4工場完成。日産150トン体制確立。
- 1986年1月 - 第5工場（カット野菜専門工場）完成。独自の開発、自動機械生産により日量10万パック生産体制確立。
- 1989年1月 - 第6工場（ベストモヤシ）完成。日量20万パック生産体制確立。
- 1993年 - 産廃処理焼却炉完成。第7工場完成。ベスト4生産開始。もやし日産250トン体制確立。
- 1995年
  - 3月 - 小大豆もやし「まめどん」生産販売開始。
  - 8月 - 岐阜工場完成によりもやし310トン生産体制確立。
  - 9月 - 本社新事務所完成。
- 1997年3月 - 厚生棟完成。
- 2002年1月 - 根取り仕上げNew「ベストモヤシ」販売開始。
- 2004年5月 - 栃木工場操業。
- 2005年
  - 8月 - 黒豆もやし「くろっぺ」生産販売開始。圃場取得（120ha）。
  - 9月 - 岐阜工場増設。アルファルファ「ヘルシーレディ」の生産販売開始。
- 2006年10月 - 園芸施設完成。
- 2007年
  - 4月 - ナリタファーム株式会社 栃木工場（成田食品 栃木工場）ISO9001取得。
  - 10月 - ナリタファーム株式会社 岐阜工場（成田食品 岐阜工場）ISO9001取得。
- 2009年
  - 2月 - 栃木工場拡張（2ha）。
  - 4月 - 岐阜工場増設。
- 2010年
  - 9月 - 本社ひらたけ工場完成。
  - 11月 - 栃木工場拡張（４ha）
- 2011年3月11日 - 東日本大震災により福島県相馬市の本社および本社工場が被災。多くの社員も自宅を流されるなどの被害を受けた。本社工場は被災後3日で生産を再開したが、東北自動車道の被災により流通が滞り、さらに風評被害を受けたために出荷が滞った。そのため栃木工場の増強により首都圏への出荷を確保する方針を取る[1]。
- 2011年9月 - 栃木工場にてベスト4生産販売開始。
- 2012年
  - 2月 - 栃木第2工場操業 小大豆もやし「まめどん」生産販売開始。
  - 4月 - 栃木第2工場にて黒豆もやし「くろっぺ」生産販売開始。
- 2013年4月 - 栃木第3工場操業。

## 工場・営業所
- 本社 - 福島県相馬市成田字大作295
- 東京営業所 - 東京都北区赤羽3-3-2
- 本社工場 - 福島県相馬市成田字大作295
- 栃木工場 - 栃木県真岡市大和田1-12
- 岐阜工場 - 岐阜県大垣市上石津町乙坂168-1

## 商品
- 成田もやし（緑豆もやし）
- ベストモヤシ
- BEST4・BEST１㎏（業務用もやし）（社）全国学校栄養士協議会 推薦
- まめどん（小大豆もやし）
- くろっぺ（黒豆もやし）
- 生食用カット野菜
- 加熱用カット野菜

## 関連会社
- 成田食品工業株式会社
- ナリタファーム株式会社
- ナリタサプライコーポレーション株式会社